# Barry Hughes
Barry Hughes (Caernarfon, 1937. december 31. – Amszterdam, Hollandia, 2019. június 2.) walesi labdarúgó, edző.

## Pályafutása

### Játékosként
1953-ban a West Bromwich Albion korosztályos csapatában kezdte a labdarúgást. 1960 és 1963 között a holland Blauw-Wit, 1963 és 1965 között az Alkmaar’54 játékosa volt. Az alkmaari együttesnek a csapatkapitánya is volt.

### Edzőként
1965 és 1967 között az Alkmaar’54, 1968 és 1970 között a Harlem, 1970 és 1973 között a Go Ahead Eagles, 1973 és 1980 között ismét a Harlem vezetőedzője volt. 1980 és 1983 között a Sparta Rotterdam, 1983–84-ben az FC Utrecht, 1984–85-ben az MVV, 1985–86-ban a Volendam, 1986 és 1988 között ismét a Sparta szakmai munkáját irányította.

## Sikerei, díjai
Edzőként
 HFC Haarlem
- Holland bajnokság – másodosztály
  - bajnok: 1975–76